# 壱岐市立箱崎中学校
壱岐市立箱崎中学校（いきしりつはこざきちゅうがっこう, Iki City Hakozaki Junior High School）は、2011年（平成23年）3月末まで長崎県壱岐市芦辺町箱崎大左右触にあった公立中学校。略称は「箱中」（はこちゅう）。

## 概要
歴史
1947年（昭和22年）の学制改革（六・三制の実施）により「箱崎村立箱崎中学校」として開校した。
壱岐市の公立中学校規模適正化（統廃合）により、2011年（平成23年）3月に旧芦辺町地区の田河中学校および那賀中学校と統合し、壱岐市立芦辺中学校が新設された。
箱崎地区について
壱岐島北東部にあたり、住所表記で「芦辺町」の次に「箱崎」、「瀬戸浦」（郵便番号が811-54--）が続く地域である。「箱崎」という地名は、神功皇后が三韓征伐後、筑前国にて応神天皇を授かった際に用いた衣服を入れた「箱」を、海岸沿いの岬に埋めた場所がこの地区であるとの伝承があったため、「筥崎」の名がつき、筑前国箱崎〔現：福岡県東区箱崎〕に祀った箱崎大神を、壱岐の箱崎八幡神社に分神して祀ったことから「箱崎」の名が定着した。
校区
壱岐市立箱崎小学校、壱岐市立瀬戸小学校
校章
背景に「中」の形の図形を、そして真ん中には箱崎（Hakozaki）のHを置いている。
校歌
作詞は高下芳一、作曲は山口常光による。4番まである。壱岐市役所のホームページで校歌の曲（歌詞あり、歌詞なし）をダウンロードできる。
- 用語の意味
  - 「翠巒」（すいらん） - 緑の山々を表す。校舎の周りは緑で囲まれている。
  - 「男嶽」（おんだけ）[6] - 校舎の北にある標高168mの山である。「男岳」とも表記する。男岳には猿田彦を祀った男嶽神社があり、石猿が数多く見られる。
  - 「谷江川」- 箱崎地区を流れる代表的な川。周辺には田畑が広がる。灌漑用水や水道の水源ともなっている。
  - 「稔丈なす」 -「穀物が実り、長さ・高さが自分の身長と同じぐらいになる」という意味。
  - 「赤瀬」は壱岐島の北東端にある「赤瀬鼻（あかせばな）」のこと。文字通り赤い岩場になっている。赤瀬灘はその赤瀬鼻沖の海のこと。

制服
男子は学生服（学ラン）、女子はセーラー服。運動着（ジャージ）の色は「群青色」。

## 沿革
- 1947年（昭和22年）4月 - 学制改革により、「箱崎村立箱崎中学校」として開校。
  - 旧・箱崎青年学校校舎に管理室を設置。校舎は箱崎小学校と瀬戸小学校を間借りし、分散授業を実施。初代校長は寺田介時。生徒数は259名でのスタートであった。[7]
- 1948年（昭和23年）- PTAを結成。
- 1949年（昭和24年）-　現在地に木造新校舎（北校舎）が完成し、移転。
- 1950年（昭和25年）- 学校植林を実施。
- 1951年（昭和26年）- 東校舎が完成。
- 1956年（昭和31年）9月- 芦辺町と箱崎村の合併により、「芦辺町立箱崎中学校」と改称。
- 1959年（昭和34年）- カキ・海苔養殖実習を実施。
- 1962年（昭和37年）- 新グラウンドが完成。
- 1963年（昭和38年）- ミルク給食を開始。
- 1965年（昭和40年）- 水産実験室・養漁池が完成。
- 1973年（昭和48年）- 鉄筋コンクリート造新校舎が完成。
- 1975年（昭和50年）- 全生徒の移転が完了。プールが完成。
- 1977年（昭和52年）- 体育館が完成。
- 1982年（昭和57年）- 長崎駅伝大会で男子駅伝部が優勝。[7]
- 1984年（昭和59年）- 生徒・保護者・教師が共同で60mの藤棚を完成させ、毎年藤の花の季節になると、箱崎中学校の名物となっていた。[7]
- 2004年（平成16年）3月 - 壱岐郡内4町合併による壱岐市誕生に伴い、「壱岐市立箱崎中学校」となる。
- 2011年（平成23年）
  - 3月 - 壱岐市の中学校規模適正化（統廃合）により、閉校。（創立から64年を目前に閉校。）
  - 平成22年度在校生：80名[7]
  - 在校生は4月より壱岐市立芦辺中学校へ編入となった。

跡地の活用
- 2015年（平成27年）3月23日 - グラウンド跡に特別養護老人ホーム「ハッピーヒルズ・幸せの丘」が開所[8][9]。
- 2017年（平成29年）4月1日 - 校舎が解体された跡地に障害者支援施設「希望の丘」（社会福祉法人 和光会）が開所[10]。

## 生徒会活動
サツマイモの栽培
学校の隣にある畑で、保護者協力の元、サツマイモを栽培。秋には収穫し、芦辺商工・産業祭りで焼き芋として販売を行っていた。
ブックトーク
文化委員会が中心に進めている活動で、紅白2つの書店の場面を設定し、互いによいと思った本の内容のプレゼンテーション、アピール合戦を行い、最後に投票をし、勝敗を決めるという活動である。

## アクセス
最寄りの港
- 「芦辺港」 - 九州郵船が福岡県の博多港、対馬市の厳原港との航路を結ぶフェリー・ジェットフォイルを運航している。

最寄りのバス停
- 壱岐交通[11]「箱崎中学校前」バス停で下車。

最寄りの道路
- 長崎県道23号勝本石田線

## 周辺
- 箱崎八幡神社
- 壱岐市立箱崎小学校
- 壱岐市立箱崎幼稚園

## 同名の学校
- 福岡市立箱崎中学校

## 参考資料
- 「芦辺町史」（1978年（昭和53年）3月1日発行、芦辺町史編集委員会）p.771～ 第7章 教育史
- 「壱岐市立箱崎中学校閉校記念誌 翠巒 - 日が暮の丘に立つ我が学び舎 箱中六十四年の歴史 - 」（2011年（平成23年）3月31日, 壱岐市立箱崎中学校閉校記念事業実行委員会）